# Sophie Wegener

Sophie Wegener, Jazzclub Unterfahrt, 2013

Sophie Wegener (* 1966) ist eine Münchner Sängerin deutsch-französischer Abstammung, die sich auf die Interpretation von Bossa Nova spezialisiert hat. Sie singt in portugiesischer, französischer und englischer Sprache. Die Welt am Sonntag nannte sie „Deutschlands Bossa-nova-Interpretin Nummer eins“.

## Leben
Wegener lernte als Kind zunächst Flöte und erhielt Klavier- und Gesangsunterricht bei Erica Müller-Ginand. Sie studierte in Paris, London und Berlin und nahm in New York Gesangs- und Musikunterricht unter anderem bei Luciana Souza, Sheila Jordan, Judy Niemack, Kim Nazarian, Mark Murphy und Barry Harris. 1999 gründete sie die Band Zona Sul, mit der sie europaweit tourt und bisher drei CDs veröffentlichte. Außerdem ist sie auf zahlreichen Kompilationen zu hören. Zu den aktuellen und früheren Musikern ihrer Band gehören Pedro Tagliani (Gitarre), Martin Scales (Gitarre), Tizian Jost (Klavier), Matthias Engelhardt (E-Bass) und Hajo von Hadeln (Schlagzeug).

## Diskographie
- Pure Love - um amor tão puro (2002)[3]
- Beira (2006)[4]
- Tem mais samba (2013)[5]